# Jade North
Jade Bronson North, född 7 januari 1982 i Taree i Australien, är en australisk fotbollsspelare som spelar för Brisbane Strikers.